# Cohors III Thracum Syriaca
Die Cohors III Thracum Syriaca [sagittariorum oder sagittaria] [equitata] (deutsch 3. Kohorte der Thraker Syriaca [der Bogenschützen] [teilberitten]) war eine römische Auxiliareinheit. Sie ist durch Militärdiplome und Inschriften belegt.

## Namensbestandteile
- Cohors: Die Kohorte war eine Infanterieeinheit der Auxiliartruppen in der römischen Armee.

- III: Die römische Zahl steht für die Ordnungszahl die dritte (lateinisch tertia). Daher wird der Name dieser Militäreinheit als Cohors tertia .. ausgesprochen.

- Thracum: Die Soldaten der Kohorte wurden bei Aufstellung der Einheit aus dem Volk der Thraker auf dem Gebiet der römischen Provinz Thrakien rekrutiert.

- Syriaca: aus der Provinz Syria bzw. die Syrische. Der Zusatz kommt in den Militärdiplomen von 88 bis 153 und Inschriften[1] vor.

- sagittariorum oder sagittaria: der Bogenschützen. Der Zusatz kommt in den Militärdiplomen von 129 vor.

- equitata: teilberitten. Die Einheit war ein gemischter Verband aus Infanterie und Kavallerie. Der Zusatz kommt in einer Inschrift[2] in griechischer Sprache vor.

Da es keine Hinweise auf den Namenszusatz milliaria (1000 Mann) gibt, war die Einheit eine Cohors quingenaria equitata. Die Sollstärke der Kohorte lag bei 600 Mann (480 Mann Infanterie und 120 Reiter), bestehend aus 6 Centurien Infanterie mit jeweils 80 Mann sowie 4 Turmae Kavallerie mit jeweils 30 Reitern.

## Geschichte
Die Kohorte war in der Provinz Syria stationiert. Sie ist auf Militärdiplomen für die Jahre 88 bis 153 n. Chr. aufgeführt.
Der erste Nachweis der Einheit in Syria beruht auf einem Diplom, das auf 88 datiert ist. In dem Diplom wird die Kohorte als Teil der Truppen aufgeführt (siehe Römische Streitkräfte in Syria), die in der Provinz stationiert waren. Weitere Diplome, die auf 91 bis 153 datiert sind, belegen die Einheit in derselben Provinz.
Es ist unsicher, ob eine Vexillation der Kohorte am Partherkrieg des Lucius Verus (161–166) teilnahm.
Der letzte Nachweis der Einheit beruht auf einer Inschrift, die auf 161/180 datiert wird.

## Standorte
Standorte der Kohorte sind nicht bekannt.

## Angehörige der Kohorte
Folgende Angehörige der Kohorte sind bekannt:

### Kommandeure
| - [] Clemens: er wird auf einem Diplom von 91 (RMM 6) als Kommandeur genannt. - Γ. Αιτριος Σεεουηρος Κυρεινα Καμαρτος, ein επαρχος - Λ. Αβουρνιος Τυσκιανος, ein επαρχος (AE 1911, 161) | - Lucius Valerius Priscus, ein Präfekt - P(ublius) Valer(ius) Protogenianus, ein Praepositus (AE 1995, 1569). Er war auch Präfekt der Cohors II Thracum Syriaca. |

### Sonstige
| - [], ein Fußsoldat: ein Diplom von 91 (RMM 6) wurde für ihn ausgestellt. - M(arcus) Titius, ein Lixa (AE 1990, 1012) | - Agrippa, ein Centurio (AE 1900, 197): er wurde von der Cohors III Thracum Syriaca zur Cohors I Chalcidenorum versetzt. |